# Рені (пункт пропуску)
45°27′27″ пн. ш. 28°16′16″ сх. д. / 45.45750° пн. ш. 28.27111° сх. д.
Рені́ — пункт пропуску через державний кордон України на кордоні з Румунією.
Розташований в Одеській області, Ренійський район, поблизу однойменного міста на автошляху E87 (М15). З румунського боку розташований пункт пропуску «Галац», повіт Галац.
Вид пункту пропуску — річковий (через Дунай). Статус пункту пропуску — місцевий з 7.00 до 20.00.
Характер перевезень — пасажирський.
Судячи із відсутності даних на сайті МОЗ, пункт пропуску «Рені» може здійснювати лише радіологічний, митний та прикордонний контроль.
Пункт пропуску «Рені» входить до складу митного посту «Ізмаїл» Південної митниці. Код пункту пропуску — 50007 16 00 (15).